# Roca Ems
La roca Ems —Ems Rock (anglès)— (54° 10′ S, 36° 35′ O / 54.167°S,36.583°O) és una roca a mig camí entre Harrison Point i Busen Point al sud de la Badia Stromness, Geòrgia del Sud. Fou cartografiada pel personal de Discovery Investigations sota les ordres del Tinent Comandant J. M. Chaplin entre 1927 i 1929, i va ser batejada pel Comitè de Topònims Antàrtics del Regne Unit (UK Antarctic Place-names Committee, UK-APC) amb el nom de la nau Ems, propietat de Tonsberg Hvalfangeri, Husvik, a la punta del Port Husvik a la Badia Stromness.